# Artem Bondarenko
Artem Yuriyovych Bondarenko (Cherkasy, 21 de agosto del 2000) es un futbolista ucraniano que juega de centrocampista en el Shakhtar Donetsk de la Liga Premier de Ucrania.

## Trayectoria
Bondarenko comenzó su carrera deportiva en el Shakhtar Donetsk, con el que debutó el 1 de marzo de 2020 en un partido de la Liga Premier de Ucrania frente al FC Vorskla Poltava.
Durante la temporada 2020-21 estuvo cedido en el FC Mariupol.

## Estadísticas de carrera
A fecha del partido disputado el 31 de julio de 2025.

## Selección nacional
Bondarenko ha sido internacional sub-19 y sub-21 con la selección de fútbol de Ucrania.

## Clubes
| Club                 | País    | Año       |
| -------------------- | ------- | --------- |
| Shakhtar Donetsk     | Ucrania | 2020-act. |
| FC Mariupol (cedido) | Ucrania | 2020-2021 |

## Palmarés

### Títulos nacionales
| Título                  | Club             | País    | Año  |
| ----------------------- | ---------------- | ------- | ---- |
| Liga Premier de Ucrania | Shakhtar Donetsk | Ucrania | 2020 |
| Liga Premier de Ucrania | Shakhtar Donetsk | Ucrania | 2023 |
| Liga Premier de Ucrania | Shakhtar Donetsk | Ucrania | 2024 |
| Copa de Ucrania         | Shakhtar Donetsk | Ucrania | 2024 |
| Copa de Ucrania         | Shakhtar Donetsk | Ucrania | 2025 |

## Honores
Shakhtar Donetsk
- Liga Premier de Ucrania: 2019-20, 2022-23,[4] 2023-24.[5]
- Copa de Ucrania: 2023-24, 2024-25.
- Supercopa de Ucrania: 2021.

Individual
- Máximo goleador: competiciones de la Premier League ucraniana sub-19 2018-19.

## Enlaces Externos
- Esta obra contiene una traducción  derivada de «Artem Bondarenko» de Wikipedia en inglés, concretamente de esta versión, publicada por sus editores bajo la Licencia de documentación libre de GNU y la Licencia Creative Commons Atribución-CompartirIgual 4.0 Internacional.

- Datos: Q86857233
- Multimedia: Artem Bondarenko / Q86857233